# Завадский, Юрий Романович
Юрий Романович Завадский (укр. Юрій Романович Завадський; род. 18 марта 1981, Тернополь) — украинский поэт, переводчик и издатель.

## Биография
Окончил филологический факультет Тернопольского национального педагогического университета (2003), там же в 2006 году получил степень кандидата филологических наук, защитив диссертацию «Типология и поэтика сетевой литературы и современное западное литературоведение» (укр. Типологія та поетика мережевої літератури і сучасне західне літературознавство). В 2007—2011 гг. преподавал в том же университете, после этого занимается преимущественно переводами и издательской деятельностью.
В 1999—2005 гг. издавал самиздатскую поэтическую газету «Звірші», объединившую авангардных и альтернативных авторов Тернополя. В 2008 году основал при Тернопольском педагогическом университете поэтическую студию «87». В 2009 году основал в Тернополе издательство «Крок» (с укр. — «Шаг»), специализирующееся на издании современной поэзии, особенно переводной; занимался также организацией выступлений зарубежных поэтов в Украине. Согласно шутке самого Завадского, издательство выпускает исключительно «книжки про геев, насилие, секс и брутальную поэзию с матом».
Первый сборник стихов Завадского «Вероятность» (укр. Імовірність) вышел в 1999 году, за ним последовали ещё семь, не считая самиздатских. Отдельными изданиями стихи Завадского выходили в переводе на польский, датский и чешский языки. В 2023 году в издательстве Ha!art вышла первая книга стихов Завадского, написанная им по-польски, под названием «Больше не болит» (пол. Już nie boli), — по словам поэтессы Малгожаты Лебда, поэт демонстрирует в этой книге «как отличное освоение языка, так и интересно реализованные сдвиги в нём. Футуристическая работа со словами служит не только эксперименту, но и чувству». Также занимается авангардной поэзией, использующей только звуки, а не слова.
В переводах Завадского с польского языка выходили книги Романа Хонета, Малгожаты Лебда и других авторов, в соавторстве он перевёл также книги Ингмары Балоде (с латышского), Томаса Петрулиса (с литовского), Пааты Шамугии (с грузинского) и др. На русский язык стихи Завадского переводил Станислав Бельский.